# Sixalix cartenniana
Espèce
Synonymes
Scabiosa cartenniana André Pons & Pierre Ambrunaz Quézel,  1954
Statut de conservation UICN

 EN : En danger
Scabiosa cartenniana A.Pons et Quézel 1954, ou Sixalix cartenniana (A.Pons & Quézel) Greuter & Burdet 1985, est une plante vivace de la famille des Caprifoliaceae (anciennement la famille des Dipsacaceae). Espèce endémique des rochers du Cap Ténès, affine du Sixalix farinosa, elle est en danger d'extinction.
Deux autres espèces protégées par décret sont également présentes au Cap Ténès, Limonium letourneuxii, une autre endémique stricte de ce massif et Euphorbia dendroides, espèce très rare en Algérie.